# Sabu

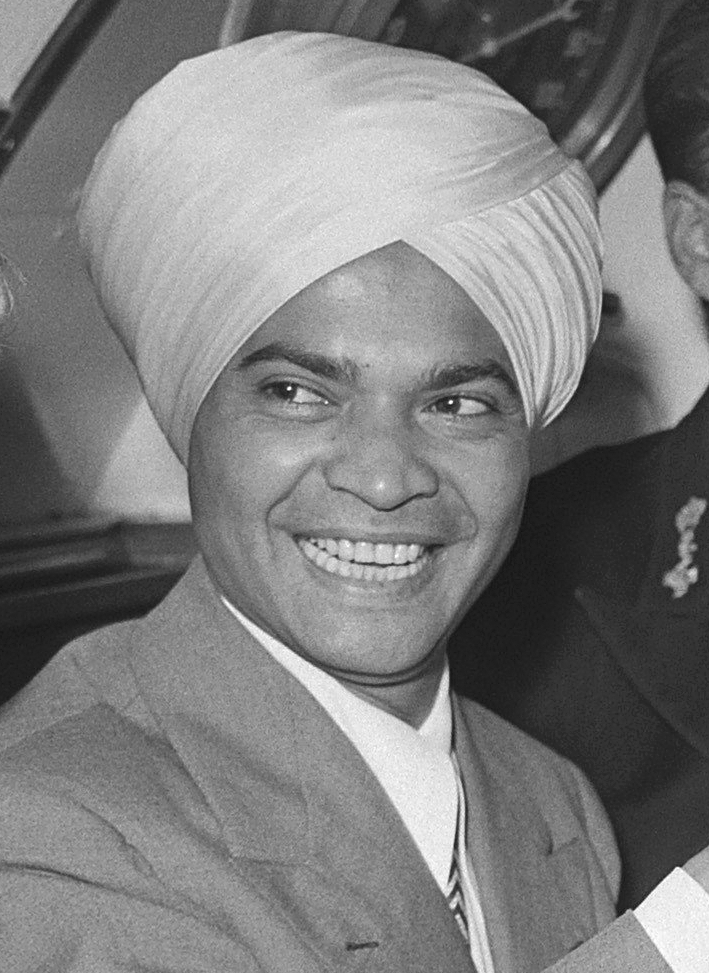
Sabu (1952)

Sabu (eigentlich Sābū Dastagīr, Hindi साबू दस्तगीर; auch Selar Shaik Sabu; * 27. Januar 1924 in Karapura bei Mysore, Karnataka, Indien; † 2. Dezember 1963 in Chatsworth, Kalifornien) war ein indisch-US-amerikanischer Schauspieler.

## Leben und Karriere
Sabu war der erste indische Schauspieler, der es durch britische und amerikanische Filme zu Weltruhm brachte. Er wurde als Sohn eines Mahuts und Stallbursche des Maharadschas von Mysore von Robert J. Flaherty und Zoltan Korda für den halbdokumentarischen Film Elefanten-Boy 1937 entdeckt. Seine größten Erfolge feierte er Anfang der 1940er Jahre mit den Abenteuerfilmen Der Dieb von Bagdad und Das Dschungelbuch. Diese Filme waren für ihn das Sprungbrett nach Hollywood. Er unterschrieb einen Vertrag bei Universal, konnte jedoch nie an die Erfolge der Filme seiner Jugend anknüpfen. Am 4. Januar 1944 wurde Sabu US-amerikanischer Staatsbürger. Während des Zweiten Weltkriegs diente er in der amerikanischen Luftwaffe als Heckschütze in Flugzeugen einer B-25-Bombergruppe im Pazifik. Er wurde dafür mit dem Distinguished Flying Cross  ausgezeichnet. Ab Ende der 1940er Jahre spielte er vorwiegend Nebenrollen oder in zweitklassigen Produktionen. Sein letzter Film für Disney, A Tiger Walks (1964), wurde posthum veröffentlicht und erhielt noch einmal gute Kritiken.
Sabu heiratete 1948 die amerikanische Schauspielerin Marilyn Cooper (1923–2022). Sie waren bis zu seinem Tod verheiratet und hatten zwei Kinder, darunter war der Komponist Paul Sabu (* 1960). Sabu starb im Alter von 39 Jahren überraschend an einem Herzinfarkt und wurde im Forest Lawn Memorial Park in Hollywood beigesetzt.

## Ehrungen
Auf dem Hollywood Walk of Fame in Hollywood wurde 1960 bei „6251 Hollywood Boulevard“ ein Stern für Sabu eingelassen. Das seit Mitte März 2003 bestehende Studiokino mit 150 Plätzen im Keller der Lichtburg in Essen ist nach Sabu benannt.

## Filmografie
- 1937: Elefanten-Boy (Elephant Boy)
- 1938: Gefahr am Doro-Paß (The Drum)
- 1940: Der Dieb von Bagdad (The Thief of Bagdad)
- 1942: Das Dschungelbuch (Rudyard Kipling’s Jungle Book)
- 1942: Arabische Nächte (Arabian Nights)
- 1943: Fluch der Tempelgötter (White Savage)
- 1944: Die Schlangenpriesterin (Cobra Woman)
- 1946: Tanger, Stadt der 7 Sünden (Tangier)
- 1947: Die schwarze Narzisse (Black Narcissus)
- 1948: Der Menschenfresser von Kumaon (Man-Eater of Kumaon)
- 1949: Die Braut des Maharadscha (Song of India)
- 1951: Trommeln der Wildnis (Savage Drums)
- 1952: Guten Tag, Herr Elefant (Buongiorno, elefante!)
- 1952: Baghdad
- 1953: Der Tempelschatz von Bengalen (Il tesoro del Bengala)
- 1956: Laya – Das Mädchen im Dschungel (Jaguar)
- 1956: Jungle Hell
- 1956: Sabu, der Dschungelprinz (The Black Panther) (Kurzfilm)
- 1957: Sabu and the Magic Ring[12]
- 1960: Herrin der Welt
- 1962: Bring sie lebend heim (Rampage)
- 1963: Der Tiger ist los (A Tiger Walks)